# Christian Eff
Christian Eff (2. august 1868 i Kolding – 6. februar 1953) var en dansk grosserer, godsejer og engelsk vicekonsul og han var aktiv i en række foreninger i Kolding. Han fik en vej i Kolding opkaldt efter sig i 1953. 
Chr. Eff var søn af købmand Adolph Hansen (død 1891) og hustru Anna Frederikke f. Jordahn (død 1928) og tog købmandsborgerskab i Kolding 1892 og i København 1899. Sammen med grosserer Christian Faber oprettede han firmaet Chr. Faber & Co., som han var 1905 var eneindehaver af. Efter nogle år i København vendte han i 1906 tilbage til Kolding og byggede villa ”Hevea”, Søgade 10, der var tegnet af Thorvald Gundestrup. Efter anlæggelsen af Danmarks første kafferisteri, blev hans væsentligste arbejdområde engroshandel med kaffe. Fra hans risterier leveredes kaffen til detailhandlerne. Han havde også interesser i en lang række andre virksomheder, foreninger og var desuden æresmedlem af en lang række andre foreninger. Chr. Eff var formand for Kolding Handelsstandsforening 1920-1938, og i perioden 1907-1951 var han engelsk vicekonsul.
Han blev indvalgt for Det Konservative Folkeparti i Kolding Byråd 1921, men udtrådte i 1923 pga. uoverensstemmelser. Ved byrådsvalget i 1925 opstillede han med sin egen liste og fik næsten lige så mange stemmer som Det Konservative Folkeparti og forsatte i byrådet til 1930, han fik ikke borgmesterposten, men dette gjorde i stedet Therchild Fischer-Nielsen fra hans nyoprettede liste. Eff sad også i havneudvalget.
Eff var medlem  af  og 1. viceformand i bestyrelsen for Centralforeningen af jydske Handelsstandsforeninger 1902-37, af Provinshandelskammeret 1934-37 og  af Forretningsudvalget for Den danske Handelsstands Fællesrepræsentation 1934-37, medlem af bestyrelsen for Sammenslutningen af danske Havne 1921-30, formand i bestyrelsen for Akts. Kolding Laane- og Discontokasse, for Akts. Kaalunds Sæbefabrikker, for Akts. P. Schøns Trælasthandel, for Akts. Kolding Korn, for Akts. Midtjysk Kafferisteri, Herning, for Akts. Hobro Kaffe-Risteri, Hobro, for  Akts. Horsens Kaffe Kompagni, Horsens, for Akts. Vendsyssel Kaffe Kompagni, Hjørring, for Akts. Tønder Kafferisteri, Tønder og for Akts. Margarinefabrikken Alfa, medlem af bestyrelsen for Akts. Nicolai Outzen, Haderslev, for Fjerde Søforsikrings Selskab, København, for Akts. Strøyer & Mørch, København og for Akts. Bornholms Margarinefabrik, Rønne, æresmedlem af Kolding Handelsforening, af Foreningen af Haandværkere og Industridrivende i Kolding, af Kolding Herreds Landbrugsforening, af De danske Vaabenbrødres Kolding-afdeling, af selskabet De danske Forsvarsbrødre for Kolding og Omegn og af Kolding Sømandsforening.